# Wilfried Basse
Wilhelm-Friedrich Heinrich Hermann Basse (17. srpna 1899, Hannover – 6. června 1946, Berlín) byl německý kameraman a tvůrce dokumentárních filmů.

## Životopis
Basse pocházel z rodiny hannoverského bankéře. Po maturitě v roce 1919 začal pracovat u svého otce. Později odešel do Berlína, kde stál u zrodu "Basse Film GmbH". Spolu se svou ženou Gertrudou a kameramanem Wolfgangem Kiepenheuerem natočil do roku 1939 řadu reportáží.
Nejznámějším je dokumentární film "Deutschland - zwischen gestern und heute", který byl zakázán cenzurou. Byl pak předveden na Berlinale v roce 1977.
Basse byl také jeden z kameramanů Leni Riefenstahlové.